# J. W. Dowling
J. W. Dowling va ser un jugador de lacrosse estatunidenc que va competir a primers del segle xx. El 1904 va prendre part en els Jocs Olímpics de Saint Louis, on guanyà la medalla de plata en la competició per equips de Lacrosse, com a membre de l'equip St. Louis Amateur Athletic Association.